# Calkiní
Calkiní è uno degli 11 comuni dello stato della Campeche, Messico; si estende per un'area di 2.324,4 km² con una popolazione di 56.537 abitanti secondo il censimento del 2015.
Confina al nord e a est con lo stato messicano dello Yucatán; a sud con il comune di Hecelchakán e a ovest con il Golfo del Messico.
Il nome deriva dalle parole maya cal (gola) e kin (sole), e il suffisso i equivale alla preposizione "del": calkini = gola del sole.

## Località principali
A capo del comune c'è la città di Calkiní con 14.934 abitanti; tra le altre località citiamo:
- Bécal con 6.511 abitanti
- Dzitbalché con 11.686 abitanti
- Nunkiní con 5.859 abitanti

## Cronologia dei Governatori
| Governatore del Comune           | Periodo   |
| -------------------------------- | --------- |
| Genaro Alpuche                   | 1916-1917 |
| Carlos Berzunza                  | 1918      |
| Alonso Rivero M.                 | 1919      |
| Pastor Avilés                    | 1920      |
| Ignacio Reyes                    | 1921      |
| Serapio Barredo M.               | 1922      |
| Lorenzo Blanquet O.              | 1923      |
| Florentino Cuevas                | 1924-1925 |
| Fidencio Estrada M.              | 1926-1927 |
| Basilio Uitz                     | 1928-1929 |
| Francisco Lira                   | 1930-1931 |
| Luis G. Arcila                   | 1932-1933 |
| Ignacio Reyes Ortega             | 1934-1935 |
| Guadalupe Carril                 | 1936-1937 |
| Marcelino Sosa                   | 1938-1939 |
| Juan Loeza                       | 1940-1941 |
| Luis G. Arcila Rojas             | 1942-1943 |
| Vidal Rivero M.                  | 1944-1946 |
| Eusebio Carbajal C.              | 1947-1949 |
| Nicolás Canto Carrillo           | 1950-1952 |
| Eduardo Pereira S.               | 1953-1955 |
| Eduardo García Baeza             | 1956-1958 |
| Ermilo Ceh Gamboa                | 1959-1961 |
| Eduardo Pereyra Sierra           | 1962-1964 |
| Pedro Raúl Suárez Cárdenas       | 1965-1967 |
| Emilio Che Gamboa                | 1968-1970 |
| Pastor Rodríguez Estrada         | 1971-1973 |
| Eduardo Cuevas Pérez             | 1974-1976 |
| Fidel Canto Carrillo             | 1977-1979 |
| Mario A. Berlín Mijangos         | 1980-1982 |
| Ismael Estrada Cuevas            | 1983-1985 |
| Rubén Uribe Avilés               | 1986-1988 |
| Andy A. Uribe Cuevas             | 1989-1991 |
| Abelardo Mayor Cuevas            | 1992-1994 |
| Miguel H. Rodríguez Suárez       | 1995-1997 |
| José F. Estrada Mijangos         | 1997-2000 |
| Sonia Jacqueline Cuevas          | 2000-2003 |
| Martha Patricia García           | 2003-2006 |
| Profr. Jorge Antonio Cocon Collí | 2006-2009 |